# Rocío
Rocío  è un nome proprio di persona spagnolo femminile.

## Varianti in altre lingue
- Catalano: Rosada[1]

## Origine e diffusione

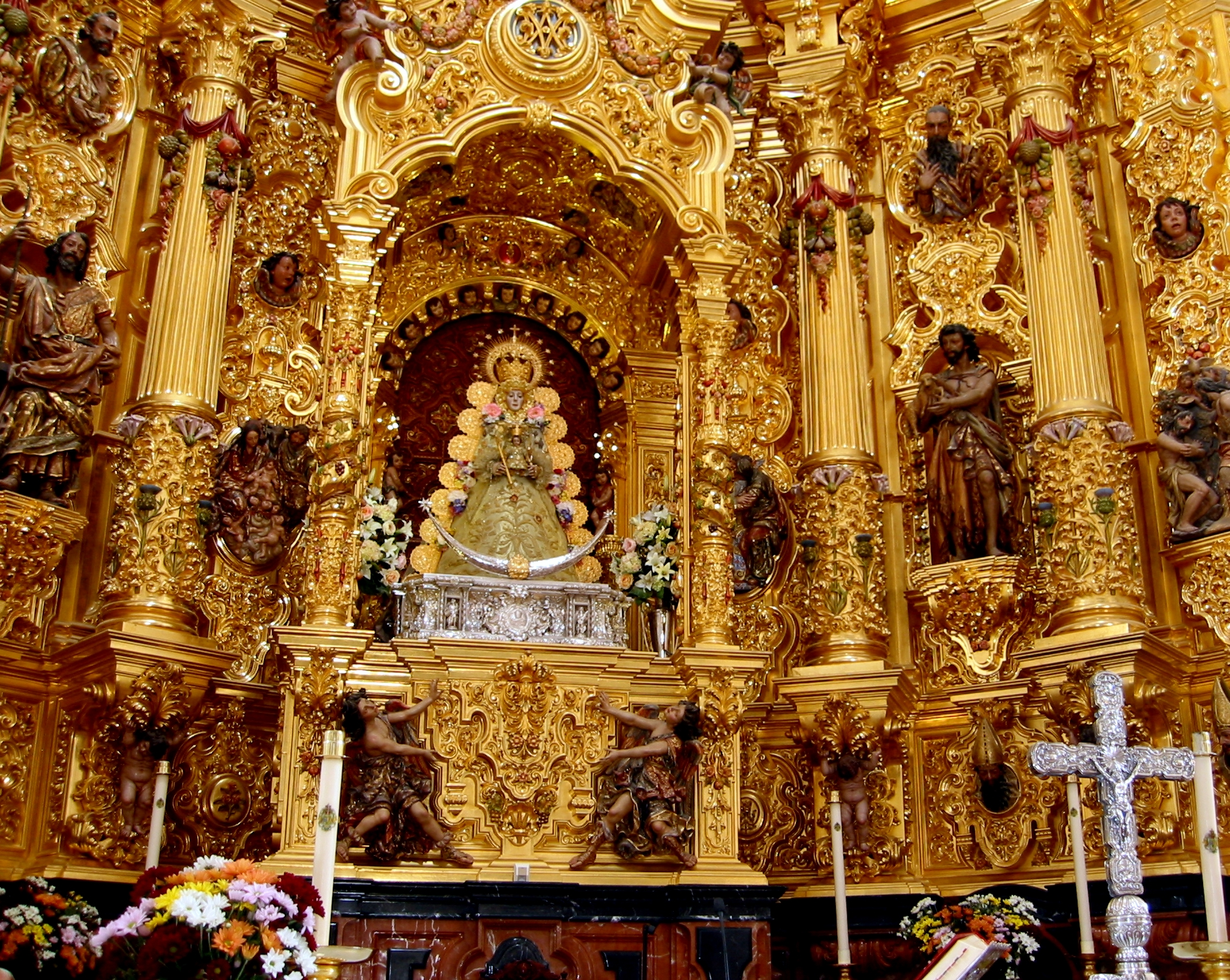
Altare con la Virgen del Rocío ad Almonte

Riprende il termine spagnolo rocío, che vuol dire "rugiada"; è quindi analogo per semantica al nome albanese Vesa. 
Si tratta, per la precisione, di uno dei tanti nomi spagnoli ispirati al culto della Vergine Maria, in questo caso come ripresa di un titolo con cui è venerata in Andalusia, María del Rocío ("Maria della Rugiada"). Tra gli altri nomi spagnoli di ispirazione mariana si ricordano Consuelo, Araceli, Dolores, Milagros, Pilar, Candelaria e via dicendo.

## Onomastico
L'onomastico si può festeggiare in ricordo della Virgen del Rocío, venerata soprattutto durante la Pentecoste; alcune fonti lo fissano invece nella domenica di Pasqua.

## Persone
- Rocío Dúrcal, cantante e chitarrista spagnola
- Rocío Igarzábal, attrice, cantante e modella argentina
- Rocío Jurado, cantante e attrice spagnola
- Rocío Martín, modella spagnola
- Rocío Muñoz, attrice e presentatrice spagnola
- Rocío Muñoz Morales, attrice, conduttrice televisiva e modella spagnola naturalizzata italiana
- Rocío Peláez, attrice spagnola

## Il nome nelle arti
- Rocío è un personaggio del film del 1992 Belle Époque, diretto da Fernando Trueba.
- Rocío Carmona è un personaggio del romanzo di Alejandro Pérez Lugín Currito de la Cruz.
- Audrey Rocio Ramirez è un personaggio del film d'animazione del 2001 Atlantis - L'impero perduto.